# Forstera tenella
Forstera tenella là một loài thực vật có hoa trong họ Stylidiaceae. Loài này được Hook.f. mô tả khoa học đầu tiên năm 1852.